# Долбеар, Эймос Эмерсон
Эймос Эмерсон Долбеар (англ. Amos Emerson Dolbear; 10 ноября 1837, Норвич, Коннектикут, США — 23 февраля 1910) — учёный и изобретатель. Создал свою конструкцию телефонного аппарата и оспаривал у Александра Белла право на изобретение телефона. В своих экспериментах с телефоном обнаружил возможность связи без проводов на некотором удалении между передатчиком и приёмником. Однако явление не получило должного объяснения в свете научных знаний того времени.

## Биография

### Ранние годы
Эмерсон родился 10 ноября 1837 года в Норвиче (Norwich, Connecticut). Его отец умер, когда Эмерсону было всего лишь три года, а матери он лишился в 9 лет. Друг семьи, мистер Вильям Гилд (William Guild) взял на попечение Эмерсона и его брата Сэмюеля Долбеара. До 9 лет Эмерсон учился в частной школе, после смерти его матери мистер Гилд отправил на ферму своего родственника, где он занимался сельским хозяйством.
В 16 лет Эмерсон стал работать на оружейном заводе «Аллен и Тарбер» («Allen & Thurber», Worcester).
В 18 лет Эмерсон отправился в штат Миссури. Но с вакансиями там были проблемы, а южане люто ненавидели янки из северных штатов, так что приходилось с трудом выживать. Случалось, что его пытались продать в рабство, а однажды, когда он работал сельским учителем, Эмерсону пришлось отстреливаться от родителей своих учеников. Молодому человеку без средств и знакомств пришлось очень трудно.
В 21 год он вернулся в Новую Англию, и мистер Гилд помог Эмерсону с трудоустройством. Эмерсон стал работать в мастерской по изготовлению и ремонту паровых машин. Когда в 1861 году разгорелась Гражданская война в США, то Эмерсон и его брат Сэмюель отправились на сборный пункт. Сэмюель отправился на войну, а Эмерсон не был признан годным по состоянию здоровья. Но он жаждал принять участие в этой войне любыми путями. Когда он узнал, что в связи с войной в Арсенал требуются мастеровые на усиленный режим работы, он тут же откликнулся на эту вакансию. Там Эмерсон продолжил работать с механизмами и задумался о продолжении учебы. В 1863 году его брата убили на войне, и Эмерсон тяжело переживал эту утрату.

### Учёба
Эмерсон изучал точные науки все свободное время и мечтал учиться в Йельском Университете, но эта мечта не сбылась. В 1863 году он был принят в Университет Огайо Уэслиан (Ohio Wesleyan University). Эмерсону было уже 26 лет и он был куда старше других студентов. Во время войны университету не хватало ни преподавателей, ни учебников, ни элементарных удобств, поэтому уровень образования оставлял желать лучшего.
В 1866 году ему были присвоены степени бакалавра наук и бакалавра искусств. Во время учебы Эмерсон работал школьным учителем, а после выпуска стал трудиться настройщиком пианино. Эмерсон мечтал освоить химию, но в то время в Огайо не было даже простейшей лаборатории. Тогда он решил поступить в Мичиганский университет (University of Michigan in Ann Arbor), который славился своим химическим факультетом. Поступив в Мичиганский универститет, Эмерсон стал изучать химию. Там она изучалась как вспомогательная дисциплина для разработки полезных ископаемых, и много времени пришлось проводить в геологических экспедициях, а не только не только в лаборатории. В 1867 году он получил степени Магистра Искусств и Горного Инженера.

### Преподавание
После окончания Мичиганского университета профессор геологии предложил Эмерсону вакансию ассистента в Университете Кентукки (The University of Kentucky, Lexington). Тогда это был новый университет, основан был только в 1865 году, и его главным назначением была подготовка специалистов для сельского хозяйства. По воспоминаниям Эмерсона, хоть это заведение и называлось университетом, учебная программа была как у начальной школы.
В 1868 году Эмерсону предложили вакансию преподавателя в колледже в Бетани, Западная Вирджиния (Bethany College, West Virginia). Там он проделал многочисленные эксперименты со звуком, которые приблизили его к изобретению телефона.
В Бетани он женился в 1869 году, а в 1871 году стал мэром Бетани.
Но как только коллега предложил ему вакансию преподавателя физики и астрономии в колледже Тафтса (Tufts College, Massachusetts), Эмерсон тут же согласился и в 1874 году приступил к своим занятиям.

### Опыты с передачей звука
Он ставил опыты с камертонами Лиссажу, и это вдохновило Эмерсона на изобретение собственного устройства, графически передающего звук. Это устройство состояло из трубы, в которую попадали звуки, с закрепленной на ней мембраной. С внешней стороны мембраны была прикреплена отражающая поверхность, на которую направляли луч света. Отраженный луч падал на стену, и Эмерсон мог получить графическое изображение любого звука. Отсюда можно было сделать вывод, что если повторить движение мембраны, можно было повторить звук. Такое устройство Эмерсон назвал Опейдоскоп (Opeidoscope), сформировав его термин из древнегреческих слов «звук», «формы» и «видеть».
В 1873 году, в ходе экспериментов, он пришел к выводу о передаче звуков при помощи электричества. Эмерсон ставил опыты с камертонами, и постоянными магнитами. Результаты своих экспериментов он отправил в Американское Общество Развития Науки (American Association for the Advancement of Science).
На Промышленной выставке в Филадельфии в 1876 году Эмерсон Долбеар демонстрировал камертоны Лиссажу, опейдоскоп и электрический гироскоп. После выставки мистер Персиваль Ричардс (Percival D. Richards), который работал на выставке в отделе образования, обратился к Эмерсону и спросил, есть ли у него идеи для практического применения, а не только работы в области фундаментальной науки. Тот ответил, что если телефон уже запатентован, то ему не стоит и пытаться. Тогда Персиваль попросил Эмерсона поучаствовать в опытах Белла.
Когда Эмерсон приехал в Гарвардскую обсерваторию на испытания устройства Белла, он уговорил добавить электромагнит для усиления вибрации мембраны. Профессор Долбеар писал в дневнике, что до этого в аппарате Белла была батарея из 15 хром-цинковых элементов Грове, и Александр Белл стал убирать один элемент за другим. Устройство продолжало свою работу, и когда оно продолжило работу с питанием только лишь от одного элемента, Александр Белл пустился в пляс, заявив, что теперь он знает, как нужно делать телефоны.

### Столкновение с Александром Беллом
15 января 1877 года представитель Александра Белла подал заявку на патент нового телефона, который мог работать и без батареи, и 30 января 1877 года был выдан американский патент № 186787. Эмерсон был возмущен тем, что его устройство было запатентовано без его уведомления и требовал объяснений. Но никаких объяснений не последовало.
Летом 1877 года к Эмерсону обратилось издательство «Ли и Шепард» (Lee & Shepard) с просьбой написать книгу о телефоне, а осенью книга уже была издана. Это была одна из первых в мире книг о телефоне.
В том же году профессор Долбеар предложил свои услуги главе компании «Вэстерн Юнион» (Western Union), мистеру Вильяму Ортону (William Orton). 6 декабря 1877 года было подписано соглашение о сотрудничестве между Эмерсоном и «Голд энд Сток Телеграф» (Gold and Stock Telegraph Company), дочерней компанией «Вэстерн Юнион». Он стал совершенствовать устройство телеграфов и телефонов, и все его конструкции становились собственностью «Вэстерн Юнион».
Но у «Вэстерн Юнион» не было столь прочных позиций в судебной системе как у Гардинера Хаббарда, тестя Александра Белла.10 ноября 1879 года между компанией Белла и «Вэстерн Юнион» было достигнуто соглашение о том, что изобретателем телефона признается Александр Белл, а «Вэстерн Юнион» отказывается от производства телефонов, передает свою телефонную сеть, патенты и технологии компании Белла. В качестве компенсации «Вэстерн Юнион» получала определенную сумму и проценты от выручки компании Белла. Эдисон и Грей получили выплаты за свои патенты, а Эмерсону не перепало ничего, кроме тех сумм, что ему выплатила телеграфная корпорация за его патенты.
А все суды продолжали выносить решения в пользу Александра Белла. Инза Долбеар утверждала в своей книге, что если взглянуть на список акционеров компании Белла за 1881—1882 годы, то можно увидеть среди них отца, брата, двоих племянников и других родственников судьи Ловелла (judge Lowell), которые владели акциями в компании Белла, на общую сумму 1745 акций. Две сестры, два брата и другие родственники судьи Грея (judge Horace Gray) были держателями 1748 акций компании Белла. С каждым судебным решением в пользу Белла росла стоимость акций Белла, так что судей можно понять.
Хорошие позиции были у Хаббарда и в Патентном Бюро США (United States Patent Office). 31 мая 1880 года Эмерсон подал заявку на изобретение телефона собственной конструкции, но она была отклонена, «потому что это не будет работать, так как противоречит науке». Пришлось Эмерсону изготовить рабочую модель и вновь подать заявку в октябре того же года, и 5 апреля 1881 года ему был выдан патент № 239742 на «Аппарат для передачи звука электричеством».
В 1881 году профессор Долбеар продемонстрировал свой аппарат на Парижской промышленной выставке, и тот заслужил одобрение признанных экспертов со всех стран мира, за что профессор был награжден серебряной медалью выставки.
Но его научная работа не находила применения в бизнесе. В декабре 1879 года Эмерсон нашел инвесторов и зарегистрировал собственную телефонную компанию (Dolbear Electric Telephone Company). В октябре 1881 года компания Белла выступила с исковым заявлением о нарушении своей привилегии. На это дело был назначен судья Ловелл, а судья Грей вынес свое решение: «Не может быть патента на физическое явление… Но первооткрыватель явления заслуживает патент… и конкретная форма механизма, использующая этот процесс, не имеет значения». Эмерсон указывал на работы немецкого учителя Филиппа Рейса, который создал аппарат для передачи звука еще в 1860-х годах, и устройство которого было известно в Европе, и подробно описано в журнале «Сайнтифик Американ» давным-давно, но держатели акций компании Белла не были заинтересованы в справедливости. Было решено, что профессор Долбеар нарушил привилегию Александра Белла и должен выплатить всю сумму доходов своего бизнеса компании Белла.
Адвокаты Эмерсона пытались обжаловать это решение, как и другие компании, в Верховном Суде. 19 марта 1888 года Верховный Суд США поставил точку в этом деле, объявив Александра Белла единственным изобретателем телефона.

### Связь без проводов
В экспериментах с телефоном Долбеар обнаружил возможность связи без проводов на некотором удалении между передатчиком и приёмником. Передатчик включал в себя индукционную катушку, электрическую батарею и микрофон (или телеграфный ключ), изменяющий электрическое состояние индукционной катушки. Приёмник включал в себя телефон (или гальванометр) и электрическую батарею. В передатчике и приёмнике один из проводов обязательно заземлялся, а ко второму проводу иногда подключались конденсаторы, но их роль не была значительной. В первых опытах были получены расстояния около 60 футов. Обнаруженный эффект не получил должного объяснения в свете существующих в тот период научных знаний. Современники считали, что результаты были «всего лишь экстраординарными случаями электростатической индукции». В 1882 году Долбеар подал заявку в патентное бюро и 5 октября 1886 года получил патент на «Способ электрической коммуникации».
В 1899 году патент Долбеара 1886 года приобрела одна из американских компаний, занимающаяся беспроводной связью, и попыталась оспорить изобретение Маркони. В 1901 году окружной суд США отклонил иск компании, после чего она обратилась в конгресс США с ходатайством о продлении срока действия патента на десять лет, но безуспешно — он истёк 4 октября 1903 года. В 1905 году окружной суд Нью-Йорка дополнительно отметил, что изобретение Долбеара было недействующим, а если оно и действовало, то благодаря совершенно другим законам и явлениям, чем беспроводная связь Маркони.

### На склоне лет
На склоне своих лет Эмерсон сконцентрировался на преподавании и научной деятельности. Уже после открытия Маркони, в 1899 году, он продал свой патент Компании Беспроводного Телефона и Телеграфа Новой Англии (The New England Wireless Telegraph and Telephone Company) и та пыталась судиться с Маркони, но безуспешно.
В преклонные годы профессор Долбеар не занимался бизнесом, а писал научные трактаты и занимался преподаванием.
Одним из последних его открытий было использование сверчка в качестве термометра. Он выявил связь между количеством стрекотаний сверчка в минуту и температурой воздуха, и это курьезное открытие назвали законом Долбеара.
В 1906 году он уже не смог преподавать из-за своей продолжительной болезни, а 23 февраля 1910 года скончался.